# Gare de Narahara
La gare de Narahara (楢原駅, Narahara-eki) est une gare ferroviaire japonaise de la ligne Kishin. Elle est située sur le territoire de la ville de Mimasaka, dans la préfecture d'Okayama. 
C'est une halte voyageurs de la compagnie West Japan Railway Company (JR West), sur la ligne Kishin.

## Situation ferroviaire
Établie à 136 mètres d'altitude, la gare de Narahara est située au point kilométrique (PK) 66,4 de la ligne Kishin, entre les gares de Mimasaka-Emi et de Hayashino.

## Histoire
La gare de Narahara est mise en service le 1er octobre 1954, lors de l'ouverture de l'exploitation sur le tronçon sur lequel elle est située.

## Service des voyageurs

### Accueil
C'est une halte voyageurs de la JR West, elle dispose d'un quai et d'un abri.

### Desserte
Elle est desservie par des trains qui circulent sur la ligne Kishin.

### Intermodalité
Un parc pour les vélos y est aménagé.

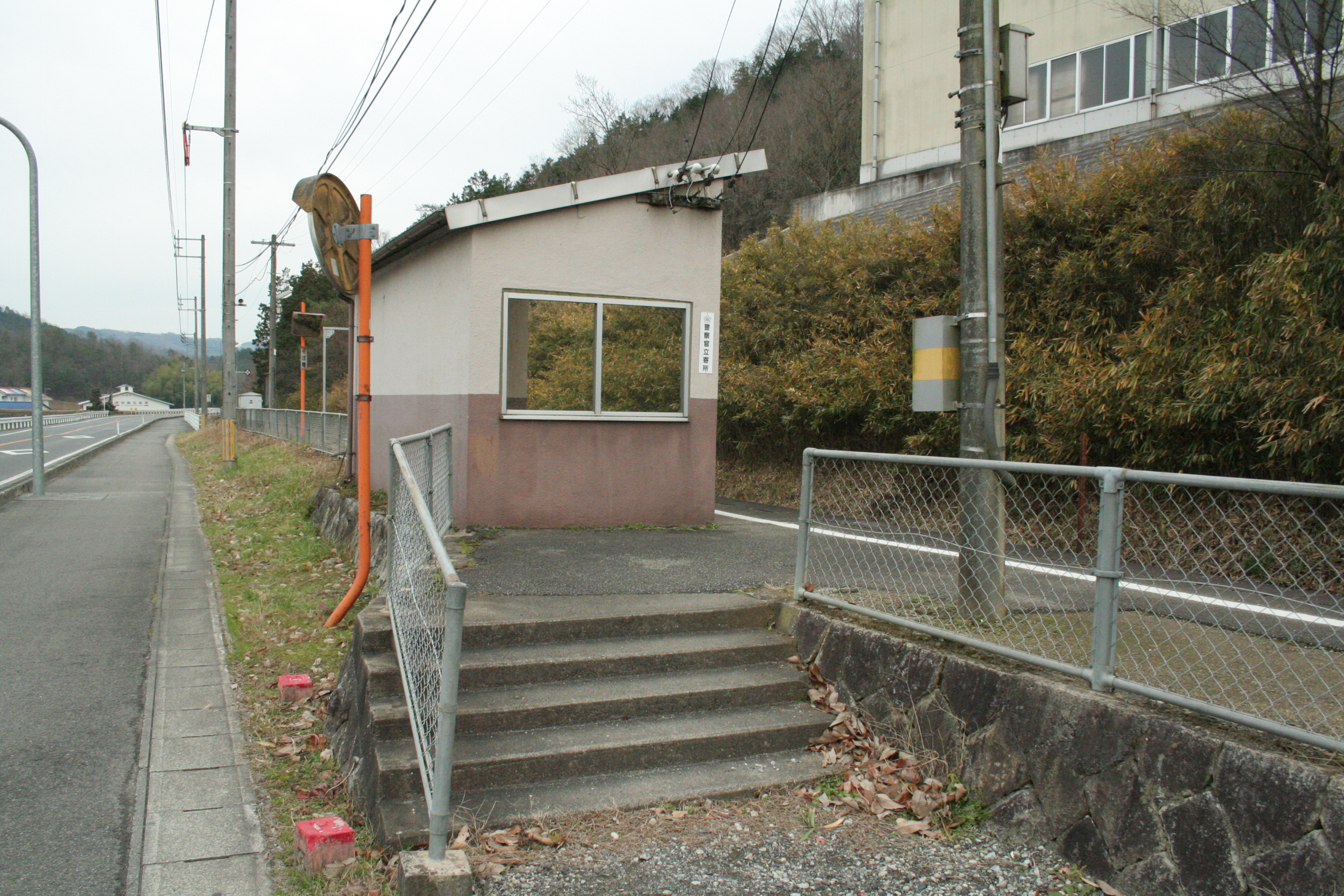
Accès au quai (2008).
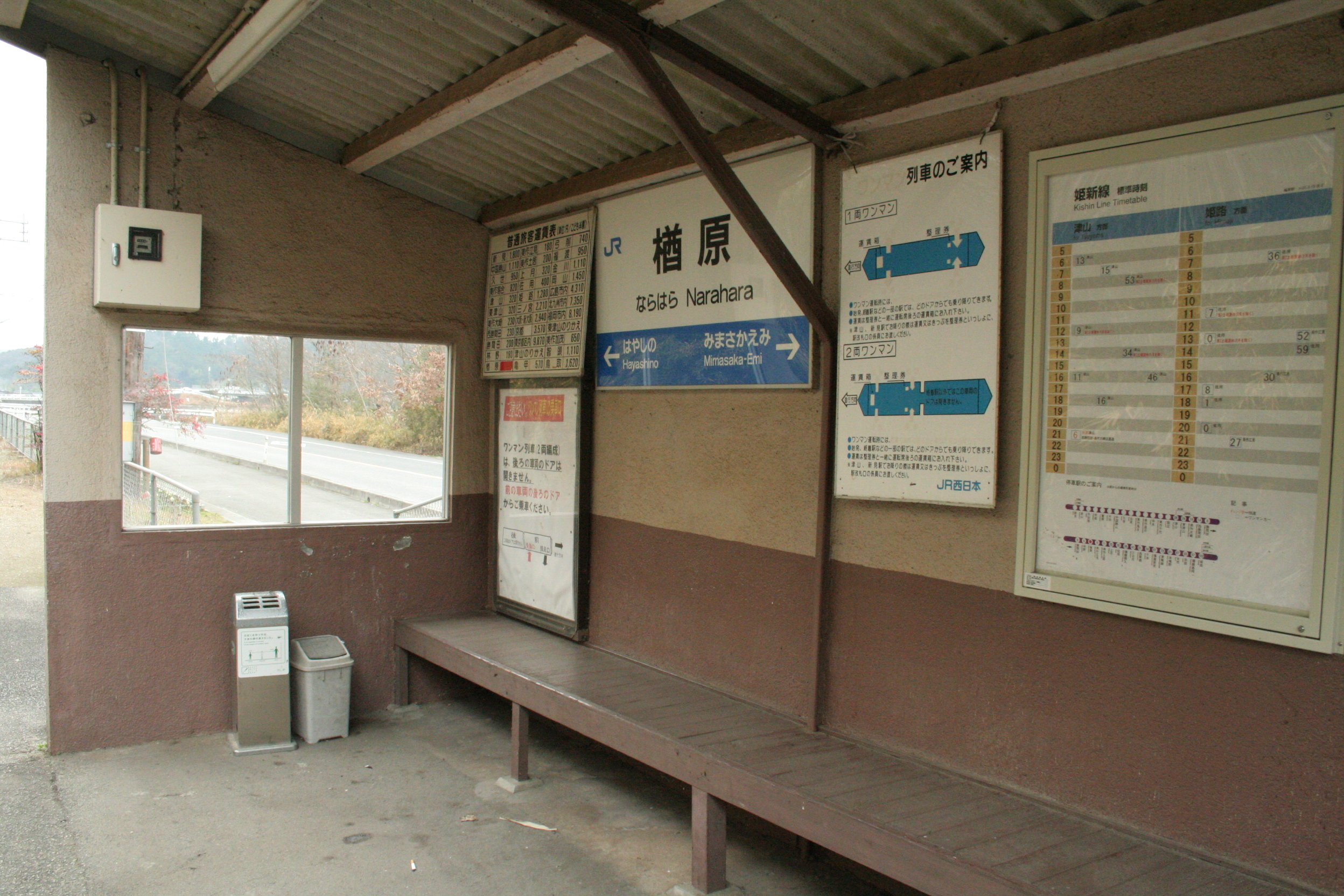
Intérieur de l'abri (2008).
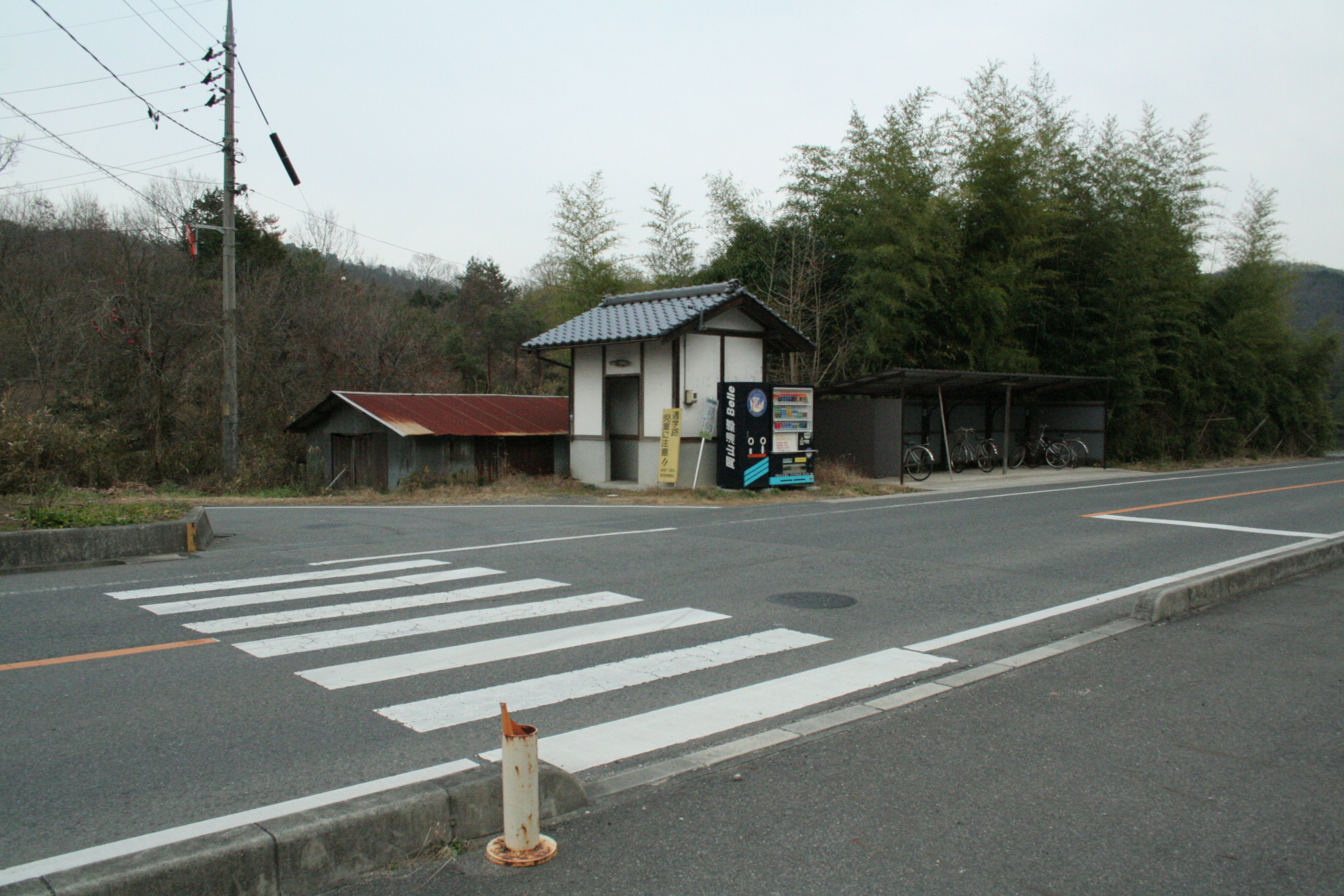
Parc à vélos (2008)